# مارشانوفکا
مارشانوفکا (انگلیسی: Marshanovka) یک شهرک در شهرستان استرلیتاماکسکی استان باشقیرستان کشور روسیه است.